# Janthura abyssicola
Janthura abyssicola är en kräftdjursart som beskrevs av Wolff 1962. Janthura abyssicola ingår i släktet Janthura och familjen Janiridae. Inga underarter finns listade i Catalogue of Life.